# Стандарт частоты
Станда́рт частоты́ — высокостабильный по частоте источник электромагнитных сигналов (радиодиапазона или оптических). Стандарты частоты используются в качестве вторичных или рабочих эталонов в метрологических измерениях, а также при производстве высокоточных средств измерений частоты и времени, в радионавигации, радиоастрономии и в других сферах.

## Классификация
- Стандарты частоты делятся на стандарты радиодиапазона и оптические. В 2005 году была получена Нобелевская премия за использование фемтосекундной гребёнки для связывания цезиевого стандарта (работающего в радиочастотной области) с оптической областью частот.
- Стандарты частоты радиодиапазона по принципу действия бывают кварцевые и квантовые.

## Кварцевые стандарты частоты
Кварцевые стандарты представляют собой высокостабильные кварцевые генераторы, в настоящее время используются редко.
- ПРИМЕРЫ: Ч1-53

## Квантовые стандарты частоты радиодиапазона
Квантовые стандарты частоты — устройства, в которых для точного измерения частоты колебаний или для генерирования колебаний с весьма стабильной частотой используются квантовые переходы частиц (атомов, молекул, ионов) из одного энергетического состояния в другое. Квантовые стандарты частоты принято разделять на два класса. В активных К. с. ч. квантовые переходы атомов и молекул непосредственно приводят к излучению электромагнитных волн, частота которых служит стандартом или опорной частотой. Такие приборы называются также квантовыми генераторами. В пассивных К. с. ч. измеряемая частота колебаний внешнего генератора сравнивается с частотой колебаний, соответствующих определённому квантовому переходу выбранных атомов, то есть с частотой спектральной линии.
- ПРИМЕРЫ: СЧВ-74, Ч1-75, Ч1-76, Ч1-81

## Квантовые стандарты частоты оптического диапазона
К. с. ч. оптического диапазона представляют собой лазеры, в которых приняты специальные меры для стабилизации частоты их излучения; по сравнению с квантовыми стандартами частоты радиодиапазона имеют важные преимущества: более высокую стабильность частоты, возможность создания в одном приборе эталонов частоты (то есть времени) и длины (интерферометрические измерения длины волны). Основным элементом О. с. ч. является газовый лазер , работающий в специальном режиме.
- ПРИМЕРЫ: ILP I2/532-1

## Нормативно-техническая документация
- ТУ 4-ЕЭ2.721.198ТУ-83 Стандарт частоты и времени Ч1-73
- ТУ 50-687-88 Стандарт частоты и времени «ЦЕЗИЙ-3»